# Jimmy Carruthers
Jimmy Carruthers (* 5. Juli 1929 in Paddington, Sydney, New South Wales; † 15. August 1990 in Narrabeen, Sydney, New South Wales) war ein australischer Boxer. Er war Weltmeister der Berufsboxer im Bantamgewicht.

## Werdegang
Jimmy Carruthers war eines von sechs Kindern einer aus England eingewanderten Familie. Er besuchte die Glenmore Road Publik School in Paddington und interessierte sich bald für das Boxen. Sehr gute Trainingsbedingungen fand er im Woolloomooloo Rotary-Police Club, wo sein herausragendes Talent für diese Sportart entdeckt und entsprechend gefördert wurde. Er kämpfte als Erwachsener im Bantamgewicht und war für diese Gewichtsklasse mit 1,68 Metern sehr groß und hatte auch eine entsprechend große Reichweite.

### Karriere als Amateurboxer
Bereits im Alter von 18 Jahren wurde Jimmy Carruthers 1947 australischer Meister im Bantamgewicht. Im Finale besiegte er dabei seinen Gegner Spencer Driver nach Punkten. 1948 qualifizierte er sich für das australische Boxteam, das zu den Olympischen Spielen nach London entsandt wurde. Im olympischen Boxturnier siegte er im Bantamgewicht zunächst über Fred Daigle aus Kanada durch Disqualifikation in der 2. Runde und über Arnoldo Pares aus Argentinien nach Punkten. Im Kampf gegen Arnoldo Pares erlitt Jimmy Carruthers leider eine so schwere Augenbrauenverletzung, dass er zu seinem Kampf im Viertelfinale gegen Tibor Csik aus Ungarn nicht mehr antreten konnte. Er kam damit auf den 5. Platz.

### Karriere als Berufsboxer
1950 wurde Jimmy Carruthers Berufsboxer. Sein Manager wurde Dr. Jim McGirr und sein Trainer war „Silent“ Bill McConnell. Seinen ersten Kampf bestritt er am 15. August 1950 in Sydney. Im Bantamgewicht schlug er dabei seinen australischen Gegner Ted Fitzgerald durch Techn. K.O. in der 5. Runde. Nach sieben weiteren Kämpfen in Sydney bzw. Melbourne, die er alle gewann, wurde er am 14. Mai 1951 in Sydney mit einem Punktsieg nach 15 Runden über Elley Bennett australischer Meister im Bantamgewicht. Er siegte auch in den folgenden Kämpfen und wurde Ende November 1951 vom renommierten Box-Fachblatt „The Ring“ in der Weltrangliste bereits auf Platz 1 eingestuft, vor Peter Keenan (Boxer), Luis Romero (Boxer), Maurice Sandeyron und Jean Sneyers. Weltmeister war zu diesem Zeitpunkt der Südafrikaner Vic Toweel.
Am 15. November 1952 bekam er als Herausforderer die Chance in Johannesburg gegen Vic Toweel um den Weltmeistertitel und den Commonwealth-(British-Empire)-Title im Bantamgewicht zu boxen. Er überfiel seinen Gegner von der ersten Sekunde des Kampfes an mit Hakenserien seiner linken Schlaghand, denen der amtierende Weltmeister Vic Toweel nicht gewachsen war und wurde noch in der 1. Runde K.-o.-Sieger und damit neuer Weltmeister im Bantamgewicht. Am 21. März 1953 kam es, wieder in Johannesburg, zur Revanche zwischen beiden Boxern. Es ging wieder um beide Titel. Auch dieses Mal landete Jimmy Carruthers einen K.-o.-Sieg, der ihm aber erst in der 10 Runde gelang.
Am 13. November 1953 verteidigte Jimmy Carruthers den Weltmeistertitel in Sydney mit einem klaren Punktsieg über den US-Amerikaner Pappy Gault erfolgreich. Die nächste Titelverteidigung fand am 2. Mai 1954 in Bangkok statt. Er boxte dabei gegen den Thailänder Chamroen Songkitrat. Der Kampf fand in einem Sportstadion unter freiem Himmel statt. Während des Kampfes begann es plötzlich wolkenbruchartig zu regnen, worauf beide Kämpfer ihre Schuhe auszogen und barfuß weiterkämpften. Nach 12 Runden erklärte der mit der alleinigen Entscheidungsbefugnis ausgestattete Ringrichter Bill Henneberry Jimmy Carruther mit 7 : 5 Rundengewinnen zum Sieger und damit erfolgreichen Titelverteidiger.
Für alle überraschend erklärte Jimmy Carruthers nach diesem Kampf seinen Rücktritt vom Boxen. Er war erst knapp 25 Jahre alt und hatte alle 19 Profikämpfe, die er bis dahin bestritten hatte, gewonnen. Er kaufte sich ein Hotel und betrieb auch noch andere Geschäfte.
1961 startete er ein Comeback. Er bereitete sich darauf intensiv vor. Sein Konditionstrainer wurde z. B. der weltbekannte Leichtathletiktrainer Percy Cerutty. Zwischen dem 11. September 1961, dem Tag, an dem er in Sydney gegen den Italiener Aldo Pravisani nach Punkten verlor und dem 18. Juni 1962, dem Tag, an dem er in Wellington, Neuseeland, den letzten Kampf seiner Karriere gegen Jimmy Cassidy durch Disqualifikation in der 8. Runde verlor, bestritt er insgesamt sechs Kämpfe, von denen er aber nur zwei gewann.
Danach widmete er sich wieder seinen Geschäften und wirkte noch einige Jahre als Ringrichter. Jimmy Carruthers starb schon mit 61 Jahren nach langer schwerer Erkrankung.